# Simson (lijmfabriek)

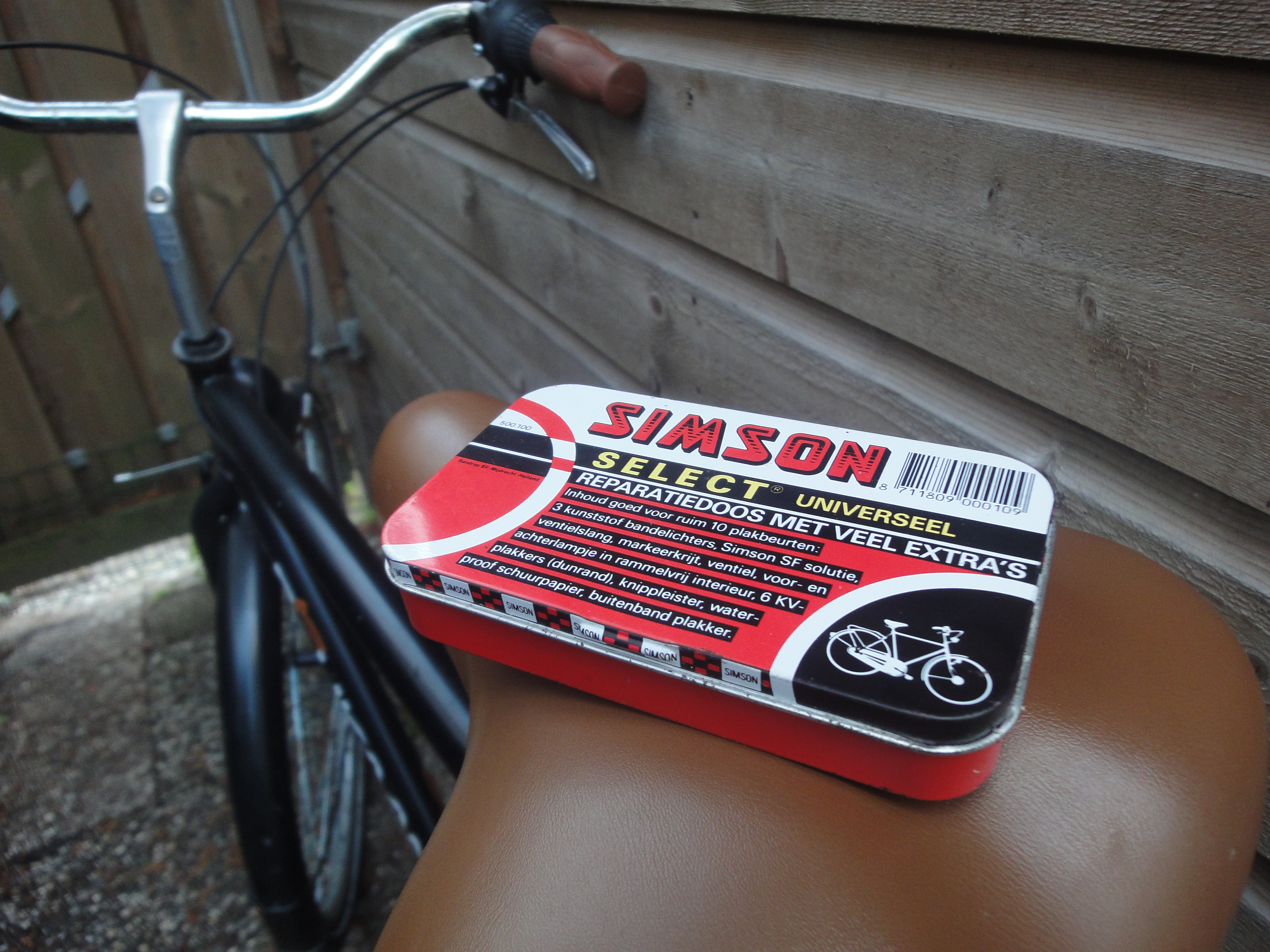
Simson reparatiedoosje

Simson is een bedrijf en een merknaam voor lijmen en afdichtkitten, maar het is het meest bekend van de blikken reparatiedoosjes met solutie en ander bandenplakmateriaal.

## Geschiedenis

### Voorgeschiedenis
Het familiebedrijf Simson werd opgericht in 1881 te Groningen door Joodse Jehuda Levi Wijnberg die zich later Louis Wijnberg noemde. Hij was de zoon van Eliazer Josef Wijnberg, die koopman was in manufacturen, en Roosje Aptroot. Het bedrijf stond geregistreerd als fabrikant van poetsfabrikaten en anilineverf.
Zelf trouwde hij met zijn nichtje, Judith Aptroot.
Wijnberg is de uitvinder van de solutie, een rubberlijm op basis van tolueen. Het werd verkocht onder de merknaam Simson, wat verwijst naar de sterke man Simson uit het Oude Testament. Nadat in 1888 de binnenband was gepatenteerd door John Boyd Dunlop, kwam de solutie dan ook in zwang als bandenplakmateriaal.
In 1894 werd een oude sigarenfabriek gekocht waar de solutie werd vervaardigd. Mede gezien de stankoverlast die dat teweegbracht verhuisde men in 1896 naar een eigen fabriek.
Het gezin verhuisde in 1915 naar Amsterdam en in 1921 werd daar de fabriek aan de Meeuwenlaan voor plak- en kleefmiddelen geregistreerd. Hier werkten ongeveer 20 mensen. Op 10 april 1926 overleed Louis. Hij werd opgevolgd door zijn zoon Leonard Wijnberg, die getrouwd was met Henriëtte Cohen. het echtpaar kreeg drie zoons: Hans, Loek, en Robbie.

### Bezettingsjaren
In 1939 voelde het echtpaar aan dat de situatie steeds grimmiger zou worden. Hans en Loek werden op de boot naar New York gezet om door een kennis te worden verzorgd.  In 1941 werden alle Joodse bezittingen door de bezetter in beslag genomen en werden zowel het echtpaar Wijnberg als hun zoontje Robbie gedeporteerd en vermoord in een vernietigingskamp. Het bedrijf kon vanwege gebrek aan grondstoffen niet werken.
Toen Hans en Loek in 1945 terugkwamen, hadden ze geen familie meer. Pas in 1950 kwam het officiële overlijdensbericht. Een overlevende van het vernietigingskamp, Sandor Salmagne, nam de bedrijfsleiding op zich en Hans en Loek werden vennoten.
Hans Wijnberg werd uiteindelijk hoogleraar organische chemie aan de Rijksuniversiteit Groningen. Na zijn pensionering richtte hij het contract research bedrijf Syncom bv op.

### Uitbreiding en splitsing
De fabriek, nu genaamd: N.V. Industriële Maatschappij Simson i/o, wat de handelsnaam was van de fa. v/h Louis Wijnberg, verhuisde nog enkele malen, namelijk naar Duivendrecht en later naar Ouderkerk aan de Amstel om uiteindelijk in Mijdrecht terecht te komen. Het bedrijf floreerde, maar eind jaren 60 van de 20e eeuw werd het gesplitst.
De industriële tak kwam terecht bij de N.V. Industriële Maatschappij, een fabrikant van chemische producten in Waalwijk. De bandenplak-activiteiten bleven in Mijdrecht en gingen verder onder de naam Bandrep N.V., fabrikanten van rijwielonderhouds- en bandenreparatieartikelen. Beide bedrijven hanteerden nu het merk Simson, zij het voor geheel van elkaar verschillende marktsegmenten.

## Bandrep
Na enige roerige jaren nam Auke Bul het heft bij Bandrep in handen en hij ordende het bedrijf. Vanaf 1974 was hij directeur en grootaandeelhouder, maar hij kwam in 1977 samen met zijn vrouw en twee kinderen om bij een vliegtuigongeluk. Twee overlevende kinderen namen het bedrijf over.

### Verkoop aan Stahlgruber
In 1989 werd het 23 werknemers tellende bedrijf verkocht aan het Duitse bedrijf Stahlgruber dat autoaccessoires verkocht en met de blauw-plastic fietsreparatiedoosjes van het merk Tip Top de Duitse markt beheerste.
In 2006 kwam het 40 miljoenste reparatiedoosje van de band. In 2007 richtte Stahlguber een dochterbedrijf op om er de fietsreparatieproducten in onder te brengen: Rema Tip Top. Vanaf 2008 kwam de productie in Veenendaal terecht. Dit betekende echter niet het einde van de blikken Simson-reparatiedoosjes. Ze bleven naast de blauwe Tip Top doosjes bestaan en worden nog steeds goed verkocht, zij het dat de verkoop traditioneel vrijwel uitsluitend in Nederland plaatsvindt.

## Chemie

### Rhoon Chemie
Het Waalwijkse bedrijf is in 1945 ontstaan als Rhoon Chemie Waalwijk. Het maakte lijm en afdichtingsmiddelen. In 1967 kwam het in handen van het het Belgische bedrijf Rouselot, dat in 1995 op zijn beurt door de groep Laporte adhesives and sealants werd overgenomen.
In 1996 nam de chemiedivisie van het Franse Elf Aquitaine, Elf Atochem geheten, zowel La Porte als het Britse Findley over. De fabriek in Waalwijk, die ook in 's-Hertogenbosch een vestiging had, werd nu Ato Findley Adhesives genoemd. In 1999 verhuisde het hoofdkantoor, het laboratorium en het distributiecentrum naar bedrijventerrein De Brand te 's-Hertogenbosch.

### Bostik
Het Amerikaanse bedrijf Boston Blacking Co. is in 1889 opgericht te Chelsea. Het vervaardigde schoenmakerslijm. In 1929 werd het overgenomen door United Shoe Machinery (USM) om in de jaren 50 van de 20e eeuw te diversificeren en uit te breiden. In 1990 kwam het in handen van de Franse oliemaatschappij Total. Total fuseerde in 2000 met Elf en Petrofina. De lijmafdeling van dit concern werd Bostik Findley genoemd en in 2004 werd dit Bostik. Men produceert lijm en afdichtingsmiddelen. Nog steeds, onder meer, van het merk Simson.